# NIE
NIE – тайная военная организация 1944—1945 годов, задачей которой было продолжение борьбы за независимость Польши после занятия территории страны Красной Армии. Название можно перевести  как сокращение от слова Niepodległość (независимость или как символ оппозиции СССР. Во главе организации стал генерал Леопольд Окулицкий, взяв псевдоним Niedźwiadek (медвежонок).
Идея организации родилась во второй половине 1943 года в соответствии с инструкций Польского правительства в изгнании от 27 сентября 1943 года, предусматривавших сохранение гражданской конспирации в случае неустановления отношений с СССР. Авторами организационной концепции и первой редакции устава были высшие офицеры Армии Крайовой. Концепция организации была конкретизирована в ходе обмена сообщениями между Главнокомандующим Армией Крайовой генералом. Тадеуш Коморовский и главнокомандующий генерал. Казимеж Соснковский об операции «Шторм». При этом комендантом АК уже изначально в октябре 1943 года предполагалось следующее:
«…Сохранение и поддержание в конспирации нашей в настоящее время широко разветвленной организации под советской оккупацией будет невозможно. Практически я ограничу количество командных органов и отрядов, выходящих из подполья, до необходимого минимума, остальных постараюсь сохранить посредством формального расформирования.

1. С максимальной секретностью подготавливаю на случай второй русской оккупации базовую сеть командных кадров новой тайной организации… В любом случае это будет отдельная сеть, не связанная с широкой организацией Армии Крайовой, расшифрованной в значительной мере элементами, остающимися на советской службе».
Структуры NIE на местах должны были создаваться строго секретным штабом под руководством полковника Август Эмиль Филдорф .  При отборе членов действовали строгие критерии — строжайшая секретность и, прежде всего, приказ разорвать контакты с Армией Крайовой. Весной 1944-го комендантом обшара (территории) Вильно этой новой  внутриаковской  организации  был назначен офицер AK подполковник «Людвик», с 1940 г. завербованный разведкой СССР.
Филдорф был назначен на организационные задания, после завершения которых он должен был стать начальником штаба Главного командования NIE.  После перевода Окулицкого в Польшу (21/22 мая 1944 г.) 27 июля 1944 г. он стал командующим NIE . Начало Варшавского восстания и проведенная Армией Крайовой операция «Буза» привели к полной дезорганизации структур NIE и потере связи с районами восточнее линии фронта. Большинство офицеров, делегированных в NIE, приняли участие в восстании, тем самым подвергнув себя опасности и после капитуляции вынужденные отправиться в немецкий плен. После провала восстания ген. Окулицкий поручил ген. Филдорфу перестроить структуры NIE с нуля.
Польское правительство в изгнании узнало о концепции NIE только в октябре 1944 года. Генерал Окулицкий получил указания относительно организации особой тайной сети в Восточных приграничных землях. Правительство Миколайчика планировало распустить АК, а в вопросах формирования NIE рекомендовалось наладить сотрудничество с правительственным делегатом от Польши Яном Станиславом Янковским. В первой декаде января 1945 года Окулицкий разослал посвящённым политикам устав NIE, согласно которому организация должна была быть аполитичной, глубоко секретной, с военной структурой и политической надстройкой, состоящей из одного представителя каждой из партий большой четверки: SP, SL-Roch, PPS-WRN и SN. 
Из донесения генерала Окулицкого генералу Копаньскому:
14 января 1945 г.
[…] 3) Указания на места о поведении в отношении Советов и люблинского временного правительства даём сегодня. Учитывая настроения низов, мне представляется, что мы должны быть исключительно осторожными в формулировании указаний о бойкоте постановлений люблинского временного правительства.
4) Я сам с сильно сокращённым штабом перехожу на подпольное положение, развивая конспиративную организацию «Не»
5) Радиосвязь должны реорганизовать на принципе большей осторожности, но она будет действовать непрерывно.

Термит"
Первое совещание военно-политического руководства NIE, вероятно, состоялось в Кракове 16 января 1945 года, в нем принял участие генерал Окулицкий, ген. Филдорф, делегат Янковский и Станислав Ясюкович. NIE должна была приступить к прямым действиям после расформирования Армии Крайовой 19 января 1945 года.  Штабам подполья дано указание сохранить действующие радиопередатчики, оружие и боеприпасы. Руководящие кадры  подполья находились в глубоком кризисе. Польское правительство в изгнании (премьер-министр Томаш Арчишевский), которое никогда не признало решения  «большой тройки» o «линии Керзона» (Черчилль, Сталин и Рузвельт договорились, что восточные границы Польши будут проходить примерно по линии Керзона) и потому не могло, по мнению СССР, США и Великобритании, претендовать на власть в стране , «либерум вето» польских антикоммунистов в планы «большой тройки» не входило. Правительства Великобритании и США после многочисленных неудачных попыток склонить эмигрантское правительство в пользу принятия постановлений глав «большой тройки» («линия Керзона», кадровые компромиссы) в конце концов решили обойтись без эмигрантского «лондонского» правительства.  Недоговороспособность польского эмиграционного правительства, так надоела Рузвельту, что на Ялтинской конференции Президент США Франклин Рузвельт предоставил СССР полное право на подавление всякого вооружённого сопротивления в тылах Красной армии. Оказалось, что лозунги польских властей в изгнании и подчиненных им структур о «единственном законном польском правительстве» в Лондоне и якобы неизменном существовании границ Второй Речи Посполитой не представляли для держав-победительниц никакого интереса, для многих это стало большим потрясением. Некоторые из участников АК отказались от продолжения подпольной деятельности, те, кто продолжал подпольную деятельность, не знали, на кого они могут рассчитывать. Организация была парализована после случайного ареста генерала Эмиля Филдорфа (7 марта 1945 г.)  его высылки в глубь СССР. Предложения лидеров антикоммунистического подполья основывались на игнорированию политической реальности: они хотели получить 80 % портфелей в новым правительстве (не признавали Временного правительства Польской Республики). Эти заявления свидетельствовали о том, что руководящие кадры постаковского антикоммунистического подполья по-прежнему не осознавали сложившуюся в мире геополитическую реальность. Требовали рейс в Лондон , для прямых переговоров с Черчиллем и Арцишевским. После ареста генерала Окулицкого вместе с руководителями Польского подпольного государства (27 марта 1945 года) он был депортирован в Москву, где в июне 1945 года советские власти устроили над ними показательный процесс «Шестнадцати». Стало ясно, что западные союзники не в состоянии обеспечить неприкосновенность лидеров антикоммунистического подполья. Деконспирация  организации антисоветского подполья NIE и  связи антисоветского и антикоммунистического подполья с Лондоном обеспокоила британские власти, арест лидеров фактически обезглавил военно-политическое антикоммунистическое подполье. 24 апреля 1945 года Л. Берия ознакомил И. В. Сталина с документом, изъятым у Окулицкого и адресованным полковнику «Славбору», командующему западным обшаром «Не». Окулицкий подтвердил, что документ написан им лично , давал НКВД показания об организации подполья  и высказывал (в письменной форме) далеко идущие политические декларации.
Ослабление руководства NIE в результате арестов и неподчинение ряда команд АК новой организации, среди прочих причин, привели к созданию вместо нее 19 апреля 1945 года Делегации Вооружённых Сил (DSZ) .
7 мая 1945 года  генерал Владислав Андерс распустил NIE. 30 мая 1945 года  Гарри Гопкинс в качестве специального посланника президента США поспешил официально откреститься в Кремле  от арестованного генерала Окулицкого.
Согласно уставу, организация NIE была ориентирована в первую очередь на долгосрочную деятельность. Однако в текущий период она ограничивалась самообороной, пропагандой, разведкой и контрразведкой, а также исследованием настроений в Красной Армии и армии Берлинга (то есть армии просоветского правительства). Никаких диверсий или партизанской деятельности не предвиделось. Роспуск NIE и создание вместо нее Национальных сил обороны продемонстрировало отказ штаба главнокомандующего от долгосрочных намерений в пользу мероприятий строго разового характера.